# السباخ (ولاية سطيف)
السباخ هي منطقة، تابعة اقليمياً وإداريا لبلدية قجال الكائنة بدائرة قجال الواقعة بولاية سطيف الجزائرية.